# 瓦溪乡
瓦溪乡，是中华人民共和国贵州省铜仁市松桃苗族自治县下辖的一个乡镇级行政单位。

## 行政区划
瓦溪乡下辖以下地区：
瓦溪村、旧寨坝村、岩桑坝村、炉坪村、小沟村、地稳村、十字村、薅枝村和下午郎村。